# Harvest Moon For Girls
Harvest Moon For Girls är ett TV-spel för Playstation i spelserien Harvest Moon. Det är efterföljaren till Harvest Moon: Back to Nature, i vilket spelaren är en tjej som tar hand om en bondgård, försöker bli kompis med byborna och gifta sig.

## Handling
Spelaren spelar som en kvinnlig bonde. I början är figuren på ett skepp och möter en okänd man som berättar hur bra livet är. Det börjar storma; figuren blir skeppsbruten och vaknar därefter i en säng i en by. Då hon är hemlös bestämmer byborna att hon får bo på bondgården, men det framgår inte vem hon egentligen blivit räddad av.

### Killar
I detta spel kan spelaren välja bland fem ungkarlar med olika personligheter.
- Cliff - En blyg kille som bor på restaurangen och arbetar senare på Dukes vingård (om man tar med honom till Duke, annars går han iväg). Han tycker mest om äpplen.
- Kai - Bor på restaurangen och jobbar på strandaffären. Han är faktiskt en riktigt snäll person, fast killarna tycker att han är en irriterande kvinnokarl. Han tycker om ägg och tomater.
- Rick - Han både arbetar och bor på hönsgården. En person som kan vara svår att gilla på grund av att han har det jobbigt, men han är en mycket snäll person. Rick tycker om ägg.
- Gray - Han bor på restaurangen och arbetar hos smeden. Han pratar ofta inte så mycket och är lite blyg. Gray tycker om malm i gruvorna.
- Doctor - Han bor och arbetar på sjukhuset och är den mognaste av alla killar. Han kan vara mycket seriös och man tror att han inte har så mycket till personlighet. Doctor tycker om giftiga svampar.